# Karmele Igartua Bengoa
Karmele Igartua Bengoa (Vergara, 16 de julio de 1959 - Arechavaleta, 20 de agosto de 2010) fue una profesora, escritora y poeta en euskera.

## Biografía
Karmele Igartua Bengoa nació en Vergara el 17 de julio de 1959, pero desde muy pequeña vivió en Arechavaleta. Estudió en la escuela de Monjas Santa Rita de Arechavaleta hasta los siete años de edad. Bachiller y COU los realizó en Almen Ikastola creado por iniciativa de las Cooperativas. Diplomada en Magisterio por la escuela de profesores de Escoriaza. Desde 1980 trabajó en Kurtzebarri Eskola creando y trabajando por un modelo euskaldun.

## Obras
A partir de 2000, escribió cuatro obras de teatro y adaptó un quinta para la proyección de teatro de la Semana de la Literatura de la Escuela Kurtzebarri: Iruzurra (representada también por los profesores en 2001 y 2006), Patakon bandoleroa (2002), Gazi, gozo, gezamin (2004), Muruko sorginak eta herensugea (2005), y, por último, la adaptación a teatro de Julieta, Romeo eta saguak de Mariasun Landa.
En 2005-2006 realizó el curso de postgrado de la Escuela de Escritores de Bergara, resultando ganadora de la beca de literatura del primer fin de curso con la obra Galdu arte (publicada en el suplemento “Mugalari” del periódico “Gara”).
En 2007 publicó el cuento Agur en la revista “Administrazioa euskaraz”.
A partir de 2008 fue coordinadora de la Escuela de Escritores. En aquella época, desarrolló y reforzó varios proyectos, entre ellos: la web www.idazten.com, los seminarios de corrección entre antiguos alumnos, y el hilo conductor de algunos medios de comunicación (Mugalari, Administrazioa Euskaraz...), entre otros.
Karmele Igartua publicó tres libros de poemas: Hitzak orbainetan, Denbora enaren hegaletan, eta Itsaso kontra bat.